# Marches militaires
|  |
|  |

Marches militaires (svenska: 'militärmarscher') op.51/D.733 är tre stycken av Franz Schubert för fyrhändigt piano.
1. D-dur – Allegro vivace
2. G-dur – Allegro molto moderato
3. Eb-dur – Allegro moderato

Schuberts tre militärmarscher är några av de många stycken för fyrhändigt piano som han komponerade under sin första sommarvistelse hos Esterházy i Zelis 1818. De publicerades 1826 med opusnumret 51. Varje stycke har en tredelad ABA-form med en triodel i subdominanttonarten i mitten.
Marsch nummer 1 har blivit vida känd i arrangemang för orkester bland annat i Sverige genom kortfilmen I jultomtens verkstad från 1932, vilken är med i TV-programmet Kalle Anka och hans vänner önskar God Jul som flera gånger sänts i SVT på julafton. Den finns också med text på svenska av Gunlis Österberg med titeln Önskelistan, även känd som Vi vill ha skridskor, en häst och en rymdraket.